# Cristina Salmeri
Cristina Salmeri (1965) es una botánica, y curadora italiana. Desarrolla sus actividades científicas en el Jardín botánico de la Universidad de Catania.

## Algunas publicaciones

### Libros
- simonetta Peccenini, gianniantonio Domina, cristina Salmeri. 2010. La biodiversità vegetale in Italia: aggiornamenti sui gruppi critici della flora vascolare. Ed. Società Botanica Italiana, 56 pp. ISBN 8885915035, ISBN 9788885915039

- p. Pavone, cristina Salmeri, donatella polizza Piazza. 2006. L'orto botanico di Catania. Catania, Giuseppe Maimone Ed. pp. 168. ISBN 978-88-7751-243-7

- s. Brullo, a. Guglielmo, p. Pavone, c. Salmeri. 2003. Considerazioni citotassonomiche e filogenetiche su alcune specie a fioritura autunnale di Allium sez. Codonoprasum dell’area mediterranea. Atti 98° Congr. Soc. Bot. Ital.: 15-16. Catania

- anna Guglielmo, pietro Pavone, cristina Salmeri. 2002. The rattan palm

- salvatore Brullo, pietro Pavone, cristina Salmeri . 2001. Allium brachyspathum (Alliaceae), a new species from the island of Karpathos (8 Aegean area, Greece). Bocconea 13 : 413-417 ISSN 1120-4060

- La abreviatura «Salmeri» se emplea para indicar a Cristina Salmeri como autoridad en la descripción y clasificación científica de los vegetales.[3]